# Shahine
Shahine ist ein mobiles, allwetterfähiges Flugabwehrraketensystem aus französischer Produktion, das für Saudi-Arabien entwickelt wurde. Es dient der Bekämpfung von tieffliegenden Flugzeugen und Hubschraubern.

## Entwicklung
Shahine wurde von Frankreich für Saudi-Arabien entwickelt. Dort ist es zum Schutz von motorisierten Truppenverbänden und Ölfeldern vorgesehen. Das System basiert auf dem Crotale-Flugabwehrraketensystem und wurde ab 1975 entwickelt. Die ersten Systeme wurden ab 1980 an Saudi-Arabien ausgeliefert für einen Gesamtpreis von 4,5 Milliarden US-Dollar. Dieser Kontrakt umfasste neben der Lieferung der Hardware auch längerfristige Ausbildungsverträge für das Bedienpersonal.

## Technik
Das Shahine-System dient dem Schutz mechanisierter Formationen. Hauptziel ist die Bekämpfung tiefliegender Flugzeuge und Hubschrauber auf den Vormarschwegen und über dem Gefechtsfeld.
Das gesamte System besteht im Allgemeinen aus zwei Komponenten. Dazu gehören eine Starteinheit für die Lenkflugkörper und eine Überwachungsradar-Einheit. Beide sind auf einem Fahrgestell des AMX-30 installiert. Ähnlich dem Crotale-System ist die Überwachungsradar-Einheit in der Lage mehrere Shahine-Startfahrzeuge gleichzeitig zu steuern. Das Radarsystem arbeitet im E-Band und hat einen Erfassungsbereich von 18,5 km. Das Überwachungsradar ist in der Lage bis zu 40 Ziele gleichzeitig zu begleiten, wobei die Datenübermittlung per Funk erfolgt.
Auf dem Startfahrzeug ist ein 360° drehbarer Turm mit sechs Raketenstartbehälter und ein mittig gelagertes Feuerleitradar installiert. Das Radar arbeitet im J-Band und hat eine Reichweite von etwa 17 km. Es ist in der Lage zwei Ziele gleichzeitig zu verfolgen oder aber zwei Flugkörper gegen ein Ziel zu lenken. Die Lenkwaffen werden mittels eines Radarleitstrahles an das Ziel herangeführt. Kommt das Flugziel in den Ansprechradius des Näherungszünders, wird der Splittergefechtskopf gezündet. Bei einem Direkttreffer wird der Sprengkopf durch den Aufschlagzünder ausgelöst.

## Varianten
- R 460 Shahine 1: 1. Serienversion eingeführt 1975.
- R.460 Shahine 2: Modernisierte Version, eingeführt 1991–1993. Mit neuem Radar und neuem TSQ-73-Datenlink und verbesserten Lenkwaffen.
- R.460 Shahine S: Stationäre Version. Entwicklung eingestellt.
- Sirocco: Installiert auf einem Thomson-Hotchkiss P4R-LKW. Entwicklung eingestellt.[2]

## Verbreitung
Das Shahine-System wurde 1980 nach Saudi-Arabien exportiert. Dabei wurden 46 Systeme mit insgesamt 2.050 Lenkwaffen beschafft. In Frankreich wurde das System in kleinen Stückzahlen, vornehmlich bei der Fremdenlegion in Afrika, eingeführt.

## Einsatz
Während des Zweiten Golfkrieges kam die Shahine mit der 10. mechanisierten Brigade der saudischen Streitkräfte zum Einsatz. Abschüsse sind keine bekannt.